# Explosion der Imperial-Sugar-Zuckerraffinerie

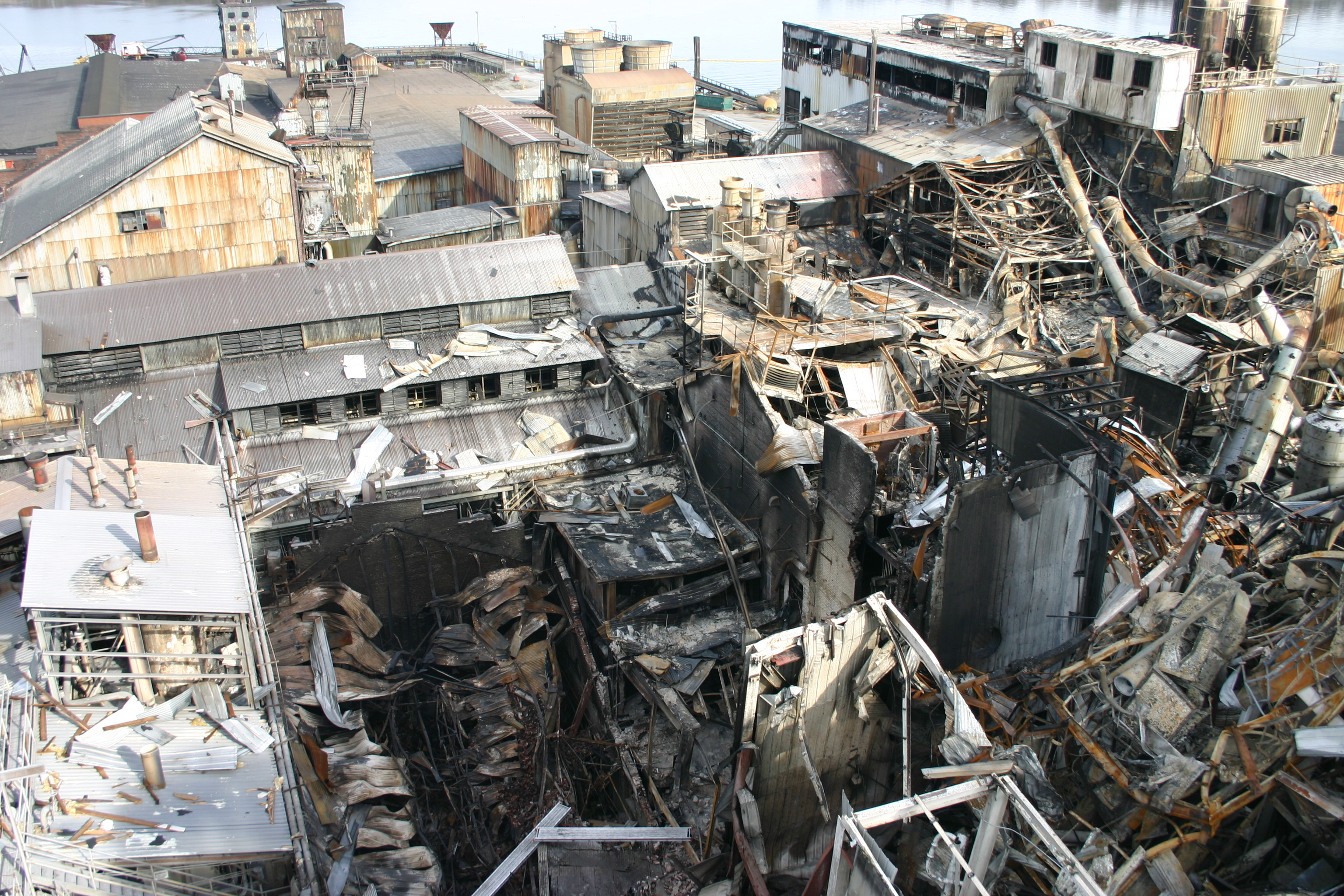
Die durch Zuckerstaubexplosionen zerstörte Imperial-Sugar-Zuckerraffinerie.

Die Explosion der Imperial-Sugar-Zuckerraffinerie ereignete sich am 7. Februar 2008 gegen 19:15 Uhr in einer der größten Zuckerraffinerien der Vereinigten Staaten in Port Wentworth, Georgia. Bei einer Reihe von Zuckerstaubexplosionen kamen 14 Arbeiter ums Leben, 36 weitere Personen wurden zum Teil schwer verletzt. Die Ursprungsexplosion erfolgte im Zentrum der Raffinerie unterhalb der Zuckersilos. Diese wirbelte Zucker in weiteren Bereichen der Raffinerie auf, was Folgeexplosionen auslöste. Die Wucht der Explosionen und die anschließenden Brände zerstörten die Gebäude für Zuckerverpackungen, den Palettierraum sowie die Zuckersilos und beschädigten die Zugbeladestationen und große Teile der Zuckerherstellung erheblich.
Der Vorfall wurde von mehreren US-amerikanischen Behörden untersucht. Das U.S. Chemical Safety and Hazard Investigation Board (CSB) veröffentlichte im September 2009 einen Bericht über den Vorfall und erklärte, die Explosion sei vermeidbar gewesen. Untersuchungen des Justizministeriums schlossen eine vorsätzliche Straftat aus.

## Hintergrund
Das Werk in Port Wentworth wurde 1916 erbaut und zum Zeitpunkt der Explosion 92 Jahre in Betrieb. Es war auf einer Fläche von etwa 600.000 Quadratmetern am Ufer des Savannah River erbaut und produzierte 2007 etwa 1,5 Millionen Tonnen Zucker. Die Produktion deckte etwa 9 % des gesamten Zuckerbedarfs der Vereinigten Staaten. Der Rohzucker wurde mit Schiffen angeliefert. Der Raffinerieprozess umfasste neun Stufen, das Endprodukt war Rohrzucker. Die Anlage wurde seit 1997 von Imperial Sugar betrieben, einem bedeutenden US-amerikanischen Zuckerproduzenten und -vermarkter mit Sitz in Sugar Land, Texas.
Die Mitarbeiter beschrieben die Zuckerraffinerie als veraltet, aber mit einer guten Anbindung an den Schienen- und Schiffsverkehr.
Das CSB hatte bereits 2004 eine Studie zu den Risiken durch Staubexplosionen herausgegeben. Demnach hatte es zwischen 1980 und 2005 in den Vereinigten Staaten 281 Staubexplosionen gegeben, bei denen 119 Menschen ums Leben gekommen waren und 718 verletzt wurden. Das CSB gab daraufhin eine Reihe von Empfehlungen an die US-amerikanische Arbeitsschutzbehörde Occupational Safety and Health Administration (OSHA).